# سویرتسی
سویرتسی (به بلغاری: Svirtsi) یک منطقهٔ مسکونی در بلغارستان است که در تریاونا واقع شده‌است.